# Piarista templom (Kolozsvár)

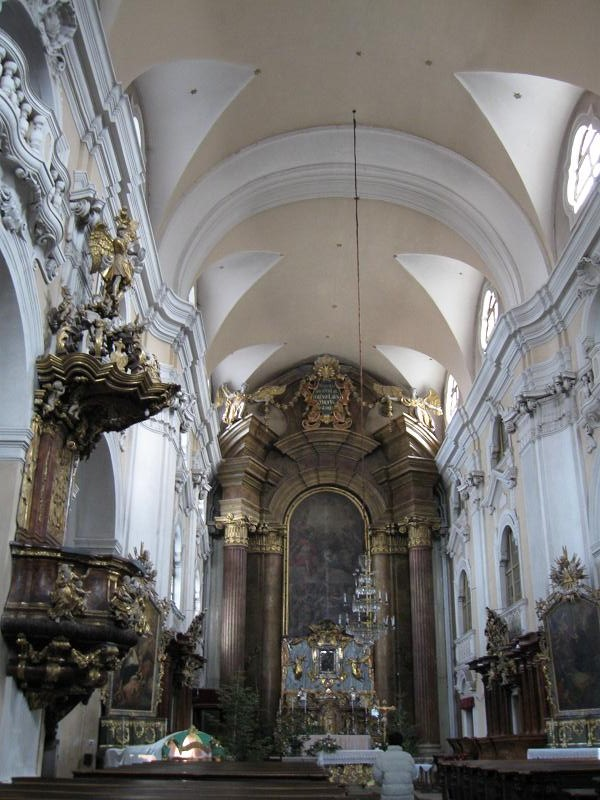
A templom belseje

A kolozsvári piarista templom, a város első barokk stílusú épülete, egyben az első erdélyi barokk templom, a város központjában, az Egyetem (korábban Belső-Torda) utcában áll. Az eredetileg jezsuiták által emeltetett épületet, a katolicizmus 18. századi új térfoglalásának emlékét Erdély egyik legszebb barokk templomának tartják. A romániai műemlékek  jegyzékében a CJ-II-m-A-07499 sorszámon szerepel.

## Története
Miután az 1690-ben kiadott Diploma Leopoldinum megengedte a korábban kiutasított szerzetesrendek visszatelepedését, és I. Lipót császár visszaadta a jezsuiták korábban elvett birtokait, az 1692-es nagyszebeni országgyűlés nekik adta az óvári templom és kolostor épületeit. Mivel ezeket az épületeket hamarosan kinőtték, 1700 körül megvásárolták a Farkas utca és Belső-Torda utca sarkán levő telket, ahol kialakították a hit és az oktatás céljait egyaránt használó épületegyüttesüket.
A templom építését 1718. február 22-én kezdték el az Erdélyi Római Katolikus Státus tanulmányi alapjának telkén, az ünnepélyes alapkőletételt Mártonffy György püspök végezte március 13-án. A templom építőjére vonatkozóan nincsenek biztos adatok; az általánosan elfogadott nézet szerint jezsuita típustervet alkalmaztak. Bágyuj Lajos restaurátor feltételezése ezzel szemben, hogy az építőmester a kassai Tornyosi Tamás (1670 k. – 1732) lehetett; Biró József és B. Nagy Margit azonban a városi tanács által Schwalbachból behívott Konrad Hammert tartják a templom építőjének. Azonban Volt Pál 1970-ben Országos Levéltárban megtalálta a templom homlokztrajzáról készült feljegyzéseket, melyben kiderül, hogy az épület tervezője Christoph Tausch (1673. december 25. - 1731. november 4.) volt.[forrás?] Az építést az erdélyi katolikus hívek adományokkal támogatták, ezen kívül az erdélyi országgyűlés, a református Wesselényi István főispán hozzászólása alapján szintén megszavazta a templomépítés támogatását. Az első évben elkészült az alépítmény, a hatalmas kriptával. 1721-ben már a tető magasságáig álltak a falak és elkészült a két torony is, 1722-ben pedig befejezték a külső falak vakolását és a helyükre kerültek az ajtók és az ablakok is. 1724-ben befejeződött a Szentháromság tiszteletére emelt főoltár építése, illetva a nyolc mellékoltár. A templomot 1724. augusztus 10-én nyitották meg, az ünnepélyes felszentelést Antalfi János püspök végezte 1725. május 13-án.
Miután 1773. július 21-én XIV. Kelemen pápa Dominus ac Redemptor kezdetű brévéjével eltörölte a jezsuita rendet, Mária Terézia a piaristákat, vagyis a Kegyes Tanítórendet hívta be helyükre, ezért az épületet utóbb piarista templom illetve akadémiai templom néven emlegették.
Az 1798-as kolozsvári tűzvész során a templom jelentős része megsérült, a harangja elrepedt. Emiatt a templomat jelentősen átalakították, ma ismert állapota ez után alakult ki.[forrás?]
Az orgonát Maywald Antal készítette 1849-ben, Ruzitska György tervei alapján.
1924-ben a templom restaurálására átfogó gyűjtést rendeztek; megtisztították a megfeketedett oltárképeket, bevezették a villanyvilágítást, kijavították az orgonát és a padokat. 1928-1930 között alakították ki a templom fűtésrendszerét. 1942–1943-ban kijavították a gyóntatószékeket, a szentély stallumait és a sekrestye szekrényeit; 1968-ban Bágyuj Lajos irányításával átfogó restaurálásra került sor.
1948-at követően, amikor a román állam felszámolta a görögkatolikus egyházat, itt tartottak anyanyelvű miséket a templom nélkül maradt román katolikus hívők számára. 2002 óta a templom a Szent Mihály-plébánia igazgatása alatt áll. Az egyetemnek a templommal szomszédos központi épületében a kolozsvári egyetemi lelkészség kapott helyet.

## Leírása
A templom hajója 42,7 méter hosszú és 25,2 méter széles. A hajóból mindkét oldalra három-három kápolna nyílik. A főbejárat feletti dombormű a Szentháromságot ábrázolja. A kőből készült relief alatt az alábbi felirat látható: "Honori Sanctissime Trinitas" ( A szentháromság tiszteletére). A mellékkapuk felett a jezsuita rend alapítójának Loyolai Szent Ignácnak, illetve Xavéri Szent Ferencnek a szobrai találhatók.
A templom főoltárán őrzik a Szűzanya füzesmikolai kegyképét. A képet egy Lukács nevű ortodox pap festette, aki Nagyiklód községben tevékenykedett. Egy Kopcsa János nevű hívő vásárolta meg és a mikolai román ortodox templomnak ajándékozta, ahol 1699. február 15-étől 26 napon át könnyezett. A csodás esemény hírére a kegyúr gróf Korniss Zsigmond saját kastélyába vitette, de a tulajdonjog körül vita alakult ki, végül Kollonich Lipót esztergomi érsek a kolozsmonostori templomnak ajándékozta. A vitázóknak egy-egy másolat jutott. 1699 pünkösd előtt nagy ünnepséggel vitték át a kolozsmonostori kápolnába, majd , majd néhány nap múlva a jezsuiták belvárosi templomába.
A főoltár mind a két oldalról a mennyezetig növekvő ión-korinthoszi márványzat mintás vakolatú oszlopokkal illetve aranyzott fejezetű kő-zöld pillérekkel van keresztezve. A diadalívszerű, masszív keretnek a felső részét a Szentháromságot ábrázoló félkörös oltárkép tölti ki. A szentély tetején két angyal teremti meg az égi és földi világ közti kapcsolatot.[forrás?] A főoltár fölött a következő latin felirat olvasható: "Magno Deo Uni Ac Trino Laus Virtus Gloria" (A nagy Istennek, az egynek és háromnak, dicséret, tisztesség és dicsőség).
A szentély és a főoltár között két kisebb oltár helyezkedik el.[forrás?]
Baloldalt Kalazanczi Szent József oltára található, aki a piarista rend alapítója volt. Az oltárképen két fiatal látható, egyik zöld színű ruhát hord, a másik pedig piros színű öltözékben jelenik meg, ez nemesi származásukra utal, lényegében a korabeli kolozsvári diákságot testesítik meg, akik a piarista rend által alapított intézetben tanultak.[forrás?]
Jobboldalt pedig Nepomuki Szent János oltára található. Ő a hajósok, a hídak védőszentje, a gyónási titok mártírja. IV. Vencel cseh és német-római uralkodó hűtlenséggel vádolta a királynét, aki meggyónt Nepomuki Szent Jánosnak, Ő viszont nem volt hajlandó elárulni a gyónási titkot, hiszen kötötte a papi fogadalom. Emiatt 1393-ban a király kegyetlenül megkínozta, és a (prágai) Károly hídról a Moldva folyóba dobta. Az oltáron látható levágott nyelv jelzi Nepomuki Szent János vértanúságát.[forrás?]
Valamint található a templomban hat mellékoltár is.[forrás?]

## Képek

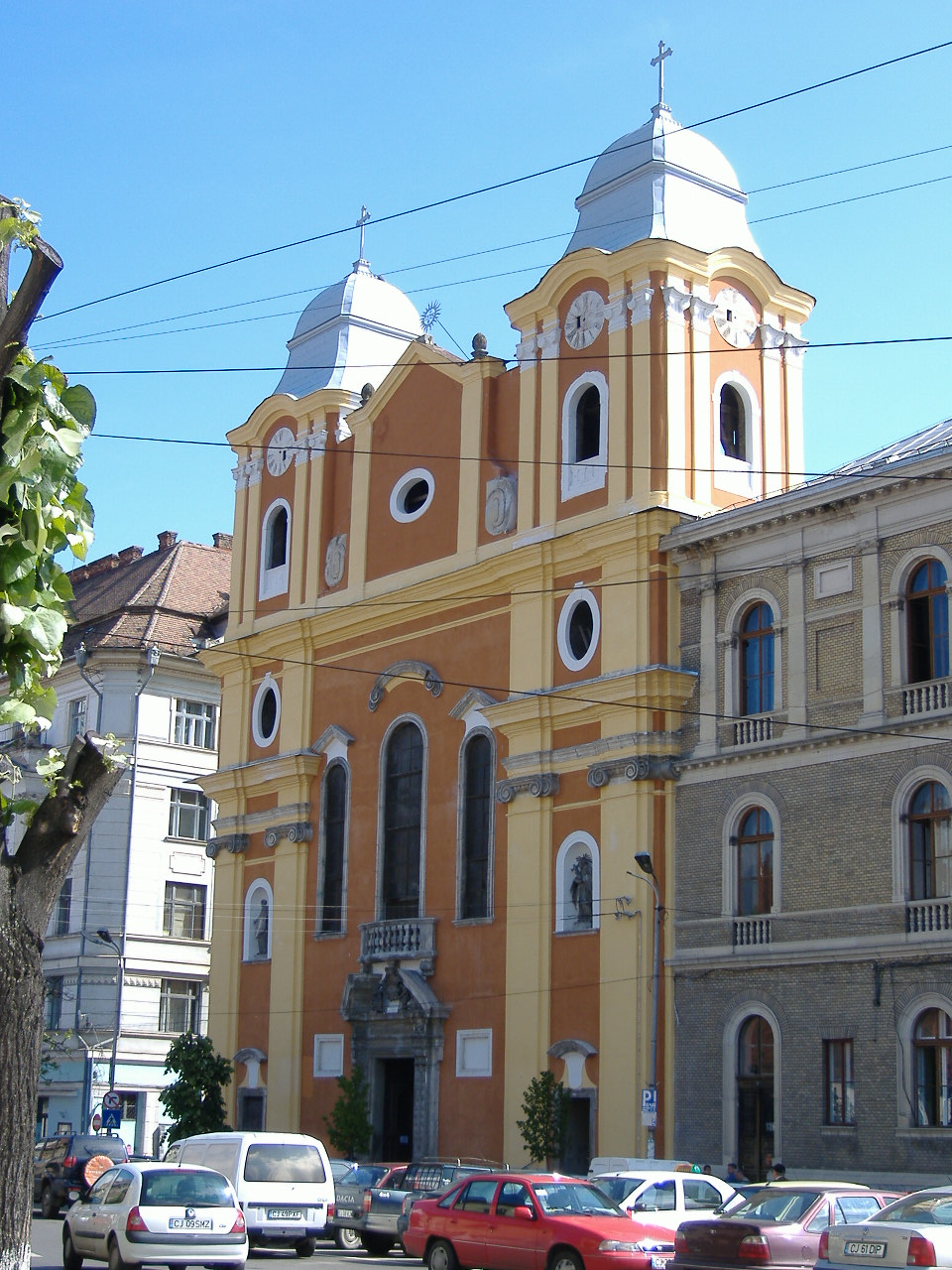
A templom az Egyetem utcával
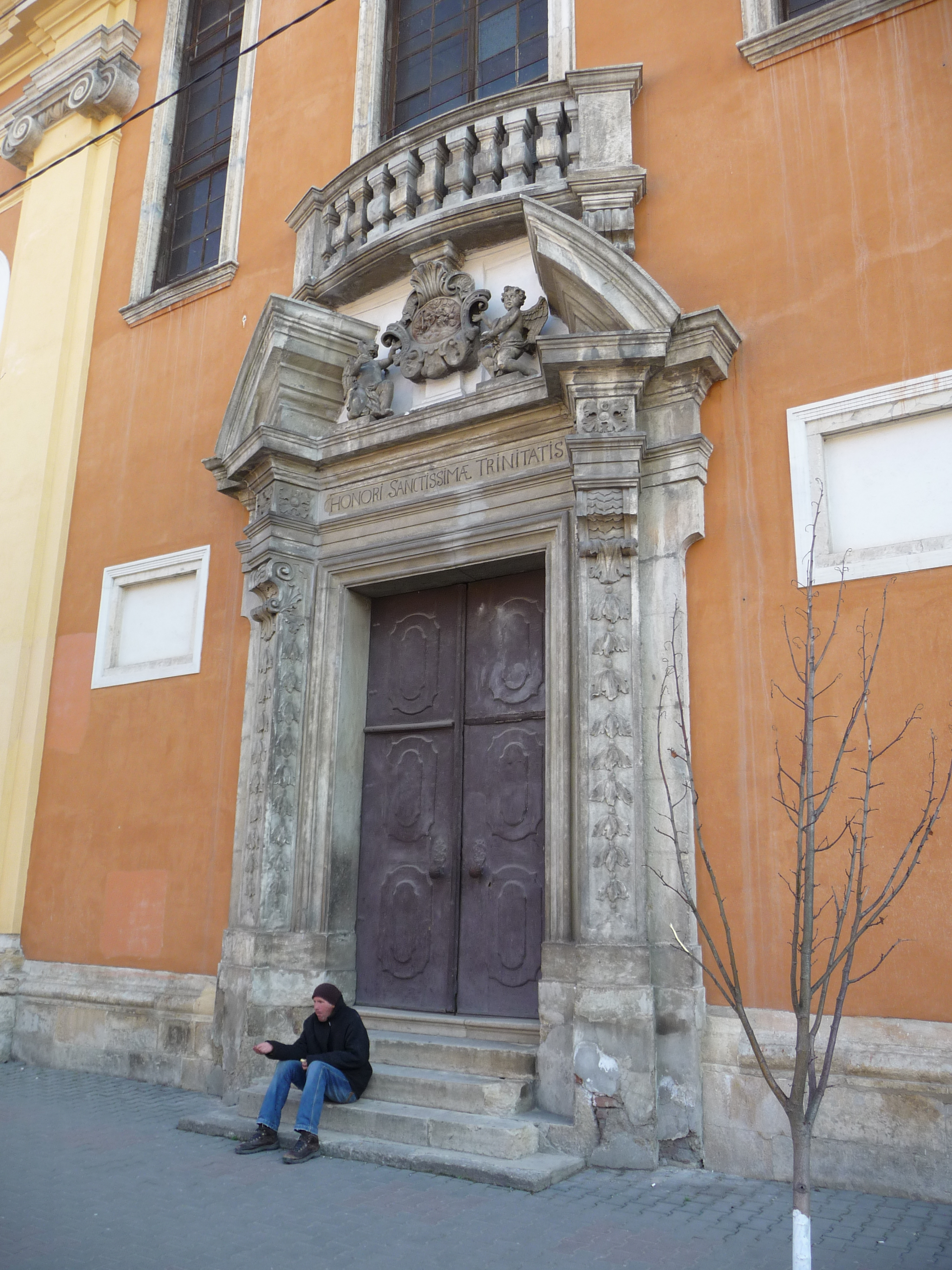
A templom főbejárata
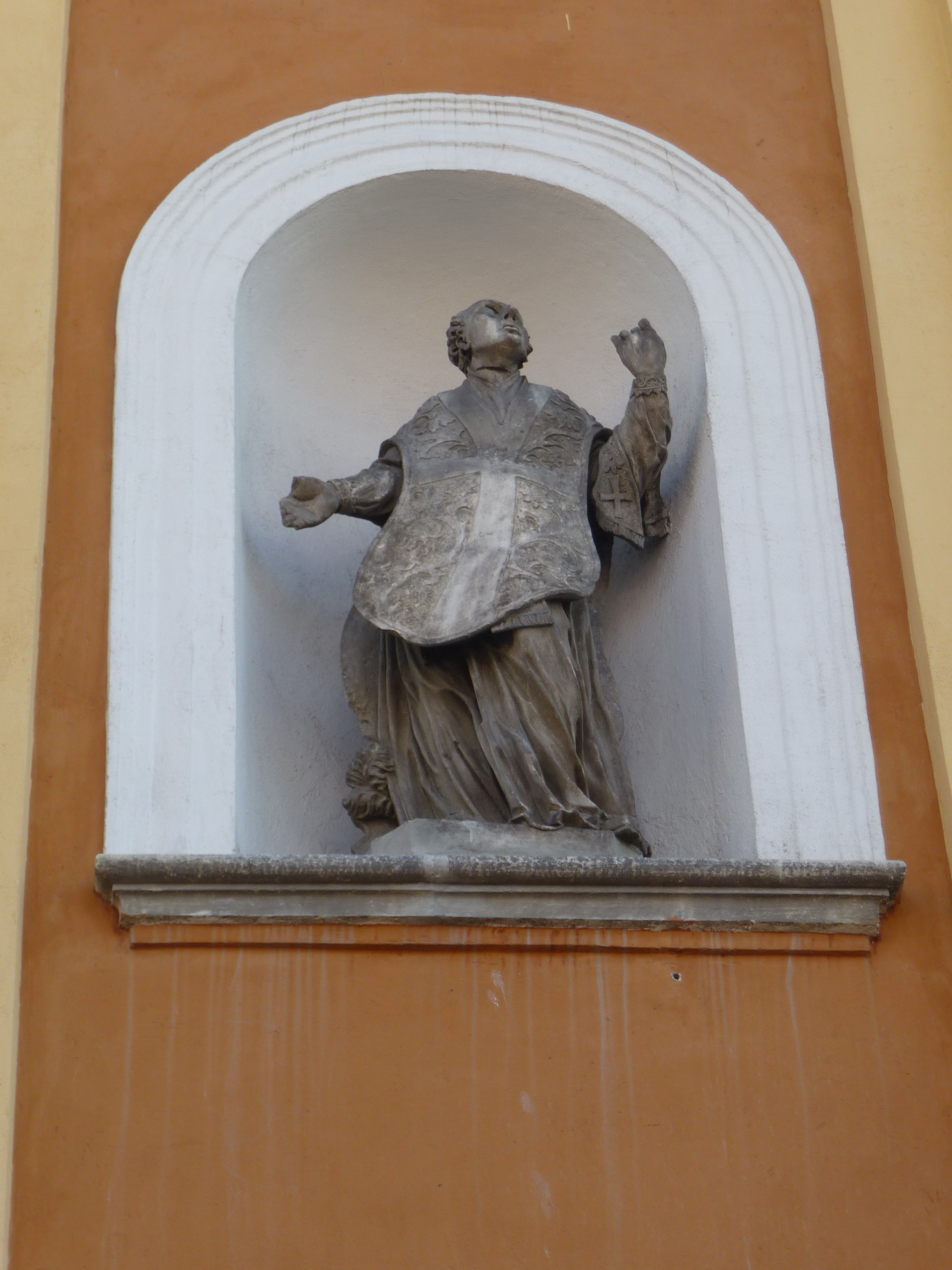
Loyolai szent Ignác szobra a templom homlokzatán
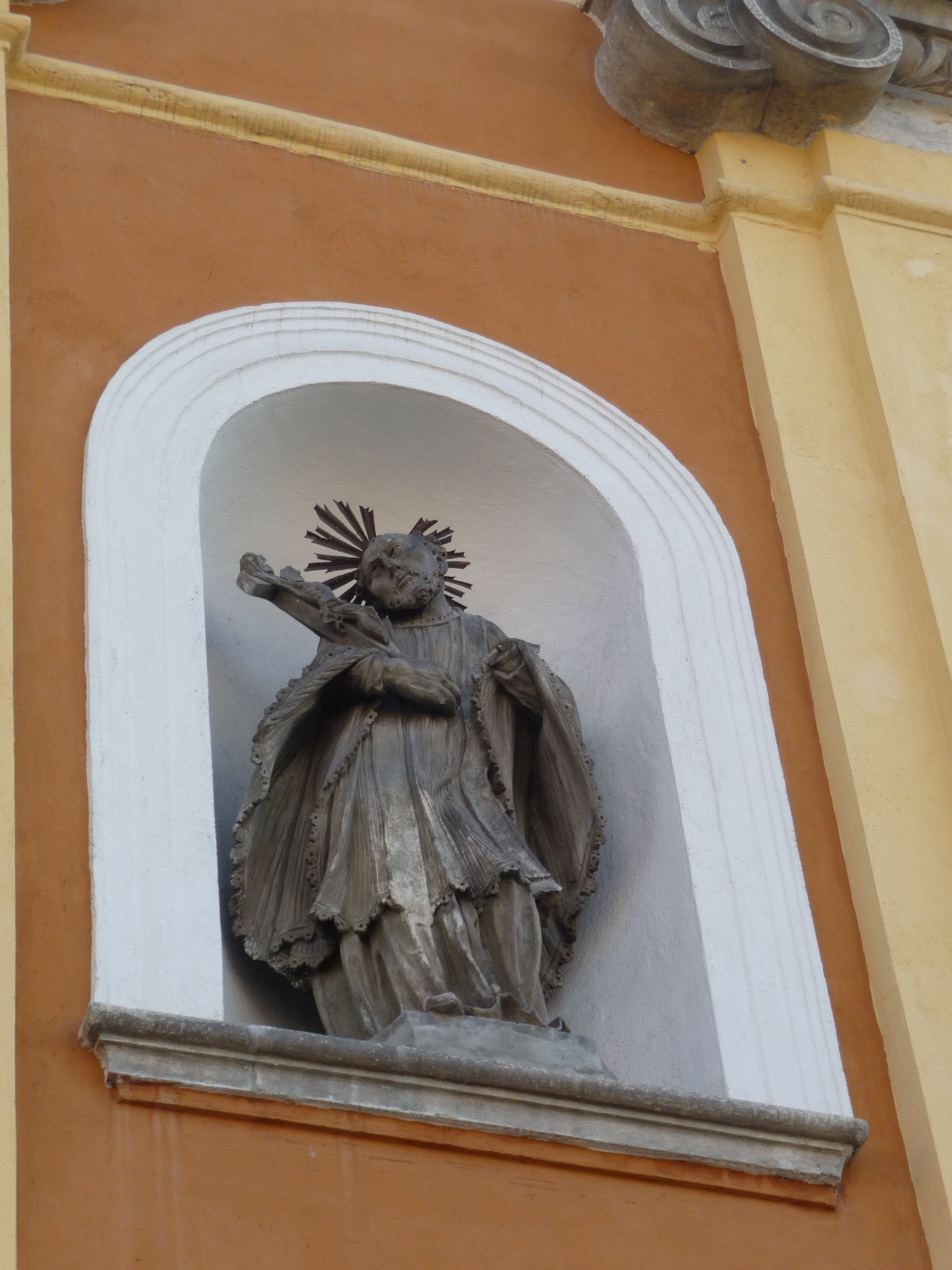
Xavéri szent Ferenc szobra a templom homlokzatán